# Sherlock (seriál)
Sherlock je televizní seriál britské televize BBC, vysílaný v letech 2010–2017. Děj se odehrává na počátku 21. století a je moderní variací na příběhy Sherlocka Holmese z detektivních příběhů sira Arthura Conana Doylea.
Sherlocka Holmese si zde zahrál Benedict Cumberbatch, jako jeho přítel dr. Watson se představil Martin Freeman. Detektiva inspektora Grega Lestrada ze Scotland Yardu hraje Rupert Graves, jejich nepřítele Jamese Moriartyho ztvárnil Andrew Scott. V roli Sherlockova bratra Mycrofta Holmese se objevil jeden z tvůrců seriálu Mark Gatiss.

## Produkce
V roce 2010 byla natočena první řada, která obsahovala tři díly o délce 1,5 hodiny. Na britských obrazovkách BBC se tento seriál objevil v létě 2010. Druhá, opět třídílná série byla uvedena na začátku roku 2012, když její natáčení prodloužily nepokoje v Londýně z léta 2011. Po odvysílání posledního dílu druhé série tvůrce seriálu Steven Moffat na svém Twitteru potvrdil, že se pracuje na přípravách třetí řady, jejíž natáčení začalo v březnu 2013. Dne 29. listopadu 2013 pak bylo oznámeno datum premiéry třetí řady, které tvůrci stanovili na 1. ledna 2014. V prosinci 2013 Steven Moffat potvrdil, že se připravuje i 4. série, jejíž začátek natáčení byl posléze ohlášen na duben 2016. Její první díl měl premiéru 1. ledna 2017.
V lednu 2014 Steve Moffat uvedl, že společně s Gatissem mají vymyšlenou i pátou řadu. Při premiéře čtvrté série v lednu 2017 si však nebyli jisti, že další řada bude skutečně natočena. Benedict Cumberbatch měl na pátou sérii podepsánu smlouvu.

## Obsazení

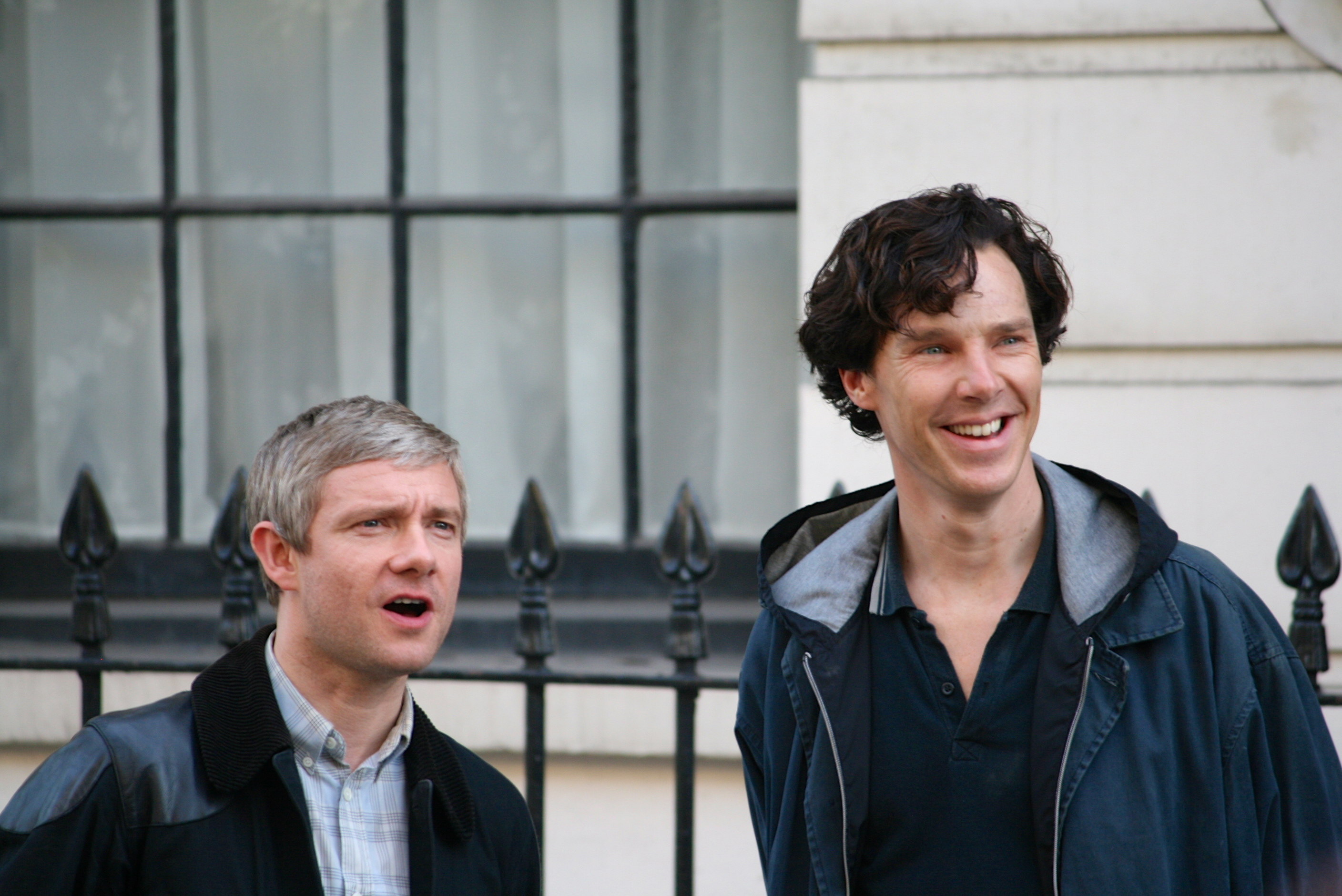
Martin Freeman a Benedict Cumberbatch během natáčení seriálu

### České znění
První řadu poprvé uvedla Česká televize v dubnu 2011, stanice AXN jej s odlišným dabingem a překladem (všechny epizody však mají shodný název) vysílala poprvé v říjnu 2011. Druhá sezóna se v Česku objevila nejprve na podzim 2012 na AXN, Česká televize ji s vlastním dabingem a překladem (včetně odlišných názvů dvou dílů) připravila do vysílání o rok později.

## Vysílání
| Řada    | Díly    | Premiéra ve VB    | Premiéra ve VB | Premiéra v ČR  | Premiéra v ČR     |
| Řada    | Díly    | První díl         | Poslední díl   | První díl      | Poslední díl      |
| ------- | ------- | ----------------- | -------------- | -------------- | ----------------- |
| 1       | 3       | 25. července 2010 | 8. srpna 2010  | 9. dubna 2011  | 23. dubna 2011    |
| 2       | 3       | 1. ledna 2012     | 15. ledna 2012 | 26. října 2012 | 9. listopadu 2012 |
| 3       | 3       | 1. ledna 2014     | 12. ledna 2014 | 1. března 2014 | 15. března 2014   |
| speciál | speciál | 1. ledna 2016     | 1. ledna 2016  | 2. ledna 2016  | 2. ledna 2016     |
| 4       | 3       | 1. ledna 2017     | 15. ledna 2017 | 2. ledna 2017  | 15. ledna 2017    |

V letech 2010 až 2017 bylo natočeno a odvysíláno celkem 12 dílů seriálu, uspořádaných do čtyř řad, a jeden speciální díl.